# Chaetopelma karlamani
Chaetopelma karlamani ist eine kleine europäische Vogelspinnenart aus Zypern, die 1995 entdeckt und 1997 von Patrick Vollmer erstbeschrieben wurde. Benannt wurde die Art nach R. Karlaman, dem zypriotischen Freund des Beschreibers und der Entdecker des Holotyps. Der Holotyp (Männchen) wurde unter einem Stein in einem Ziegenstall in Lapta gefunden. Der erste Paratyp (ein Weibchen) versteckte sich in Karaman unter verrottenden Holzbalken im Garten eines Ferienhauses. Die Art ist für die Gattung Chaetopelma sehr klein.

## Aussehen
Die Weibchen erreichen eine Körperlänge von zwei Zentimetern. Die Farbe des Weibchens variiert im Spektrum von Dunkelbraun über Schokoladenbraun bis zu Hellbraun. Der Cephalothorax des ersten Paratyps ist 8,3 Millimeter lang und 7 Millimeter breit. Die Spermathek besteht aus zwei weit auseinander stehenden und am Ende leicht verdickten Receptakeln.
Die Männchen weisen eine beige bis sandbraune Färbung auf und werden nur etwa 1,5 Zentimeter lang. Dies ist für die Gattung relativ klein. Ebenso die Form und Struktur von Bulbus und Embulus unterscheidet sich von anderen Arten der Gattung Chaetopelma. Der Cephalothorax des Holotyps ist 5,5 Millimeter lang und 4,2 Millimeter breit.

## Vorkommen und Lebensweise
Die Art wurde bisher nur in einem etwa 35 Kilometer langen Streifen auf der Nordseite des Pentadaktylos-Gebirges (von Güzelyali bis Arapköy) entdeckt. Die Tiere sind Kulturfolger und kommen vermehrt auch in der näheren Umgebungen von Siedlungen vor. Man findet sie in den Wänden von Ställen, unter Steinen, in Tiergehegen oder allgemein an Orten mit vielen Insekten. Dort finden sich bis zu vier Spinnen pro Quadratmeter und bei gutem Nahrungsangebot auch bis zu sechs Individuen pro Quadratmeter.
Die Männchen haben im Herbst ihre Reifehäutung. Die Paarung findet normalerweise im Frühling statt. Die Kokons beinhalten etwa 15 bis 30 Eier und werden von den Weibchen in den beiden Sommermonaten Juni und Juli gebaut. Die Nymphen schlüpfen ungefähr drei bis fünf Wochen später.